# Guianacara sphenozona
Guianacara sphenozona är en fiskart som beskrevs av Kullander och Nijssen, 1989. Guianacara sphenozona ingår i släktet Guianacara och familjen Cichlidae. Inga underarter finns listade i Catalogue of Life.